# Esmat ol-Molouk
Esmat « ol-Molouk » Dowlatshahi (1904 - 24 juillet 1995) est une aristocrate iranienne, la quatrième et dernière épouse de Reza Chah.

## Jeunesse
Elle est née en 1904, membre de la dynastie Qadjar. Ses parents sont cousins : son père est Gholam Ali Mirza « Mojalal » Dowleh" Dowlatshahi (1878-1934) et sa mère est Mobtahedj-od-Dowleh, fille d'Ebtehadj Saltaneh et d'Abou Nasr Mirza « Hessam Saltaneh II ». Son grand-père paternel est Hessam-Saltaneh I. Elle a deux frères et une sœur. La femme politique et diplomate Mehrangiz Dowlatshahi est sa cousine.

## Mariage
La princesse Esmat Dowlatshahi et Reza Chah se marient en 1923. Elle est sa quatrième, sa dernière et son épouse préférée,. 
Reza Chah est ministre de la Guerre lorsqu'ils s'unissent, et était connu sous le nom de Reza Khan. De leur mariage naissent cinq enfants : Abdul Reza, Ahmad Reza, Mahmoud Reza, Fatimeh et Hamid Reza Pahlavi. Lorsque son époux est devenu shah d'Iran en 1925, Esmat ol-Molouk devient reine consort, fonction qu'elle occupe jusqu'en 1941, lorsque son mari est déposé.
Esmat Dowlatshahi et Reza Chah vivaient dans le palais de Marbre à Téhéran avec leurs enfants. Elle accompagne son mari à l'île Maurice, où il est exilé en septembre 1941, et retourne en Iran après quelques mois. Après la mort de Reza Chah, Dowlatshahi se remarie avec Mohsen Rais.

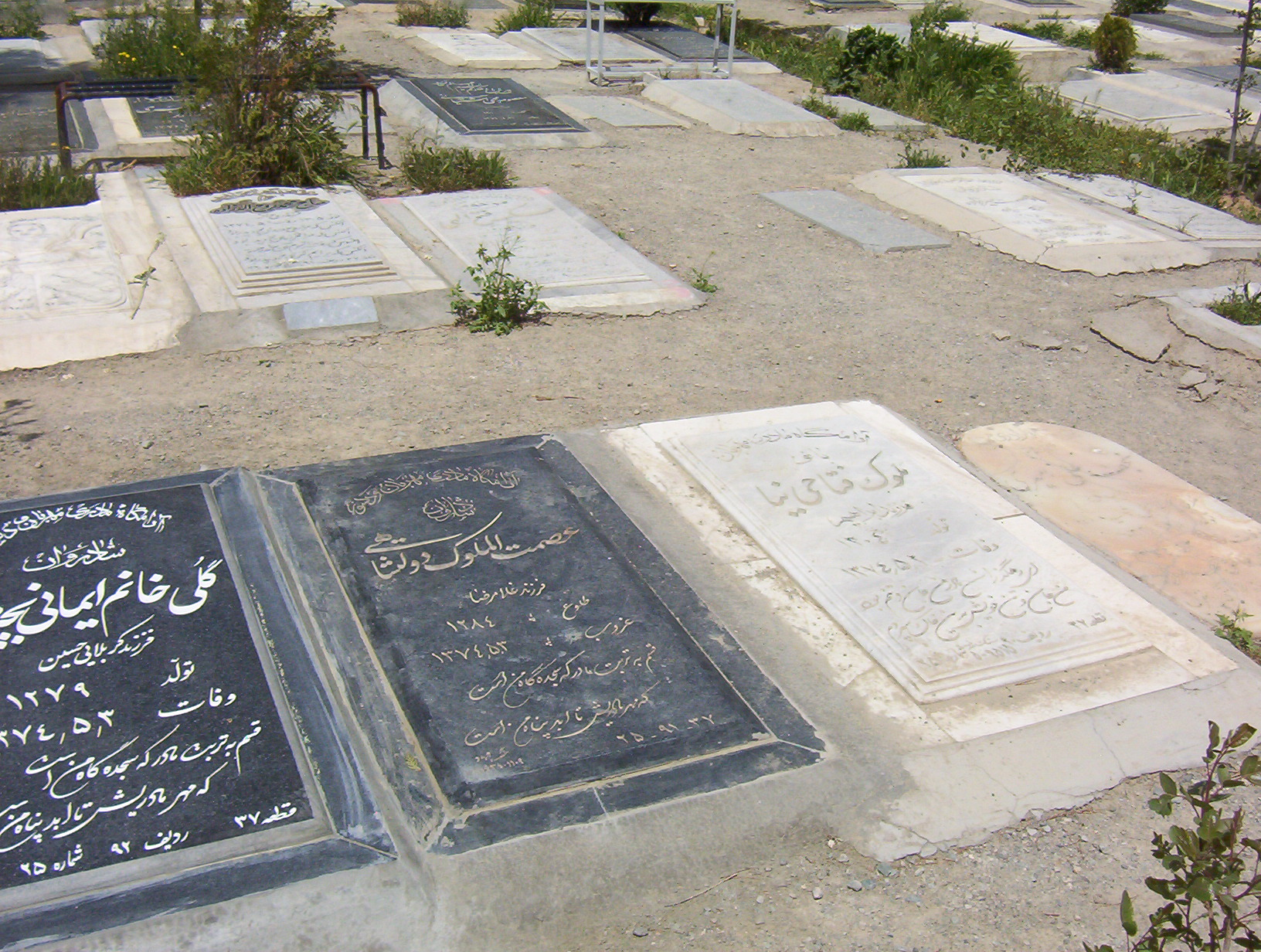
Tombe de Esmat Dolatshahi (au milieu, au premier plan) au cimetière de Behesht-e Zahrā.

## Fin de vie et mort
Dowlatshahi reste vivre en Iran après la révolution islamique de 1979, devenant l'une des seules membres de la famille impériale à le faire, la plupart des autres ayant quitté le pays fin 1978. Excepté elle, il y eut aussi son fils Hamid Reza (qui avait été déchu de tous ses titres de noblesse par son demi-frère Mohammad Reza Pahlavi, le shah d'Iran). Mais bien qu'ayant changé son nom en Hamid Islami, il est envoyé en prison par le nouveau pouvoir, où il meurt à 60 ans, en 1992.
Esmat, elle, est dépossédée de tous ses biens et logée dans un appartement peu luxueux. Peu avant sa mort, elle est interviewée par les médias iraniens. Elle meurt le 24 juillet 1995 à Téhéran, où elle vivait encore. Elle est enterrée dans le cimetière Behesht-e Zahra de Téhéran.